# Roemetalces
Roemetalces (Tiberio Julio Rhœmétalcès Philocaesar Philoromaios Eusèbes, griego: Τιβέριος Ἰούλιος Ροιμητάλκης Φιλόκαισαρ Φιλορώμαίος Eυσεbής; m. en 154) fue un rey del Bósforo que reinó aproximadamente en 131/132 a 153/154.

## Origen
Roemetalces fue hijo y heredero de Cotis II; como él, lleva un nombre sacado de la onomástica tracia (Rhémétalcès).

## Reinado

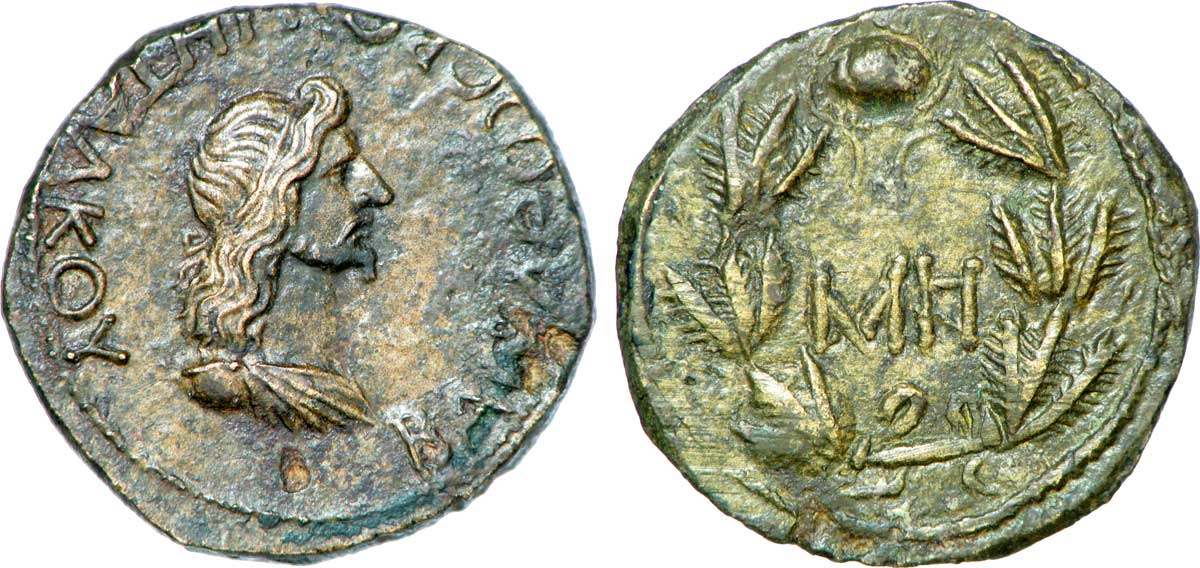
Cuarenta y ocho nummia con la efigie de Roemetalces del Bósforo.

Roemetalces fue contemporáneo de los emperadores romanos Adriano y Antonino Pío.
Aunque, según la carta de Flavio Arriano al emperador Adriano, este último parece haber deseado intervenir en la sucesión de Cotis II, su hijo Roemetalces, que estaba ya según sus monedas asociado al trono desde dos años atrás, le sucedió.
El reinado de Roemetalces prosigue bajo el emperador Antonino Pío que, según Julio Capitolino, «devolvió el reino de Bósforo a Roemetalces después de haber tomado conocimiento de la rivalidad que le oponía a Eupator».
A la muerte de Roemetalces, su sucesión fue asegurada sin duda por el citado Tiberio Julio Eupator, que Christian Settipani considera como su hermano más que como su hijo mayor, antes de volver a Sauromates II, que se proclama en una inscripción, hijo del «rey Rhoimetalkes».

## Posteridad
Roemetalces deja un hijo, Sauromates II.